# Rattenberg (Germania)
Rattenberg è un comune tedesco di 1 839 abitanti, situato nel land della Baviera.